# Pézy
Pézy és un municipi francès, situat al departament de l'Eure i Loir i a la regió de Centre – Vall del Loira. L'any 2007 tenia 247 habitants.

## Demografia

### Població
El 2007 la població de fet de Pézy era de 247 persones. Hi havia 80 famílies, de les quals 12 eren unipersonals (8 homes vivint sols i 4 dones vivint soles), 20 parelles sense fills, 40 parelles amb fills i 8 famílies monoparentals amb fills.
La població ha evolucionat segons el següent gràfic:
Habitants censats

### Habitatges
El 2007 hi havia 89 habitatges, 80 eren l'habitatge principal de la família, 8 eren segones residències i 1 estava desocupat. Tots els 89 habitatges eren cases. Dels 80 habitatges principals, 74 estaven ocupats pels seus propietaris i 6 estaven llogats i ocupats pels llogaters; 1 tenia una cambra, 9 en tenien tres, 14 en tenien quatre i 56 en tenien cinc o més. 67 habitatges disposaven pel capbaix d'una plaça de pàrquing. A 28 habitatges hi havia un automòbil i a 48 n'hi havia dos o més.

### Piràmide de població
La piràmide de població per edats i sexe el 2009 era:
| Homes | Edats   | Dones |
| ----- | ------- | ----- |
| 0     | 95 o +  | 0     |
| 0     | 90 a 94 | 0     |
| 0     | 85 a 89 | 0     |
| 8     | 80 a 84 | 4     |
| 0     | 75 a 79 | 4     |
| 4     | 70 a 74 | 0     |
| 0     | 65 a 69 | 0     |
| 0     | 60 a 64 | 4     |
| 4     | 55 a 59 | 0     |
| 4     | 50 a 54 | 4     |
| 16    | 45 a 49 | 8     |
| 4     | 40 a 44 | 8     |
| 8     | 35 a 39 | 4     |
| 4     | 30 a 34 | 8     |
| 8     | 25 a 29 | 8     |
| 8     | 20 a 24 | 0     |
| 8     | 15 a 19 | 12    |
| 12    | 10 a 14 | 8     |
| 8     | 5 a 9   | 8     |
| 8     | 0 a 4   | 8     |

## Economia
El 2007 la població en edat de treballar era de 167 persones, 136 eren actives i 31 eren inactives. De les 136 persones actives 126 estaven ocupades (65 homes i 61 dones) i 10 estaven aturades (4 homes i 6 dones). De les 31 persones inactives 8 estaven jubilades, 16 estaven estudiant i 7 estaven classificades com a «altres inactius».

### Ingressos
El 2009 a Pézy hi havia 78 unitats fiscals que integraven 219,5 persones, la mediana anual d'ingressos fiscals per persona era de 18.976 €.

### Activitats econòmiques
Dels 6 establiments que hi havia el 2007, 1 era d'una empresa de fabricació d'altres productes industrials, 1 d'una empresa de construcció, 1 d'una empresa de transport, 1 d'una empresa de serveis, 1 d'una entitat de l'administració pública i 1 d'una empresa classificada com a «altres activitats de serveis».
L'únic servei als particulars que hi havia el 2009 era un paleta.
L'any 2000 a Pézy hi havia 4 explotacions agrícoles.

## Poblacions més properes
El següent diagrama mostra les poblacions més properes.